# 飯田晋一郎
飯田 晉一郎（はんだ しんいちろう、1937年12月13日 - ）は、日本の実業家。ウェルファイド代表取締役社長として、三菱東京製薬との企業合併を行い、三菱ウェルファーマ（現・田辺三菱製薬）で初代代表取締役社長を務めた。

## 人物・経歴
- 大分県出身。
- 1961年（昭和36年）、富山大学薬学部卒業[1]。吉富製薬（現・田辺三菱製薬）に入社。
- 1993年（平成5年）、取締役に昇格。
- 1994年（平成6年）、常務取締役。
- 1996年（平成8年）、専務取締役。
- 2000年（平成12年）からウェルファイドの代表取締役社長を務める。2001年（平成13年）10月1日、三菱東京製薬と合併して設立された三菱ウェルファーマ（現・田辺三菱製薬）で初代代表取締役社長に就任した[2]。
- 2002年（平成14年）、三菱ウェルファーマの相談役、三菱化学（現・三菱ケミカル）取締役、日医工顧問。
- 2011年（平成23年）、日医工監査役[3]。